# Gry o tematyce Formuły 1

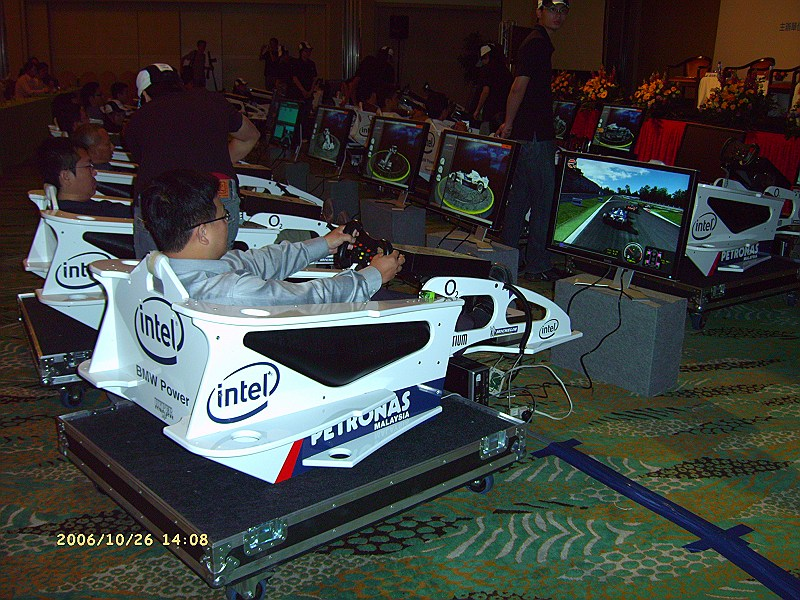
Eksperymentalny model symulatora vPro F1 Experience Activity

Od czasów Pole Position z 1983 roku, Formuła 1 zawsze była ważną częścią w dziedzinie wyścigowych gier komputerowych. Formula One Grand Prix Geoffa Crammonda z 1992 roku odegrała ważną rolę w przeniesieniu gier o tematyce Formuły 1 w świat pełnej symulacji.

## Początki
Pierwsze gry zawierające w sobie elementy wyścigów Formuły 1 można datować na lata 70. W grze Gran Trak 10 gracz miał możliwość ścigania się po torze wyścigowym samochodami przypominającymi z wyglądu samochody Formuły 1.
Pierwszą grą o tematyce Formuły 1, która odniosła sukces, było wydane na automaty do gier w 1983 roku przez Namco Pole Position. W Pole Position gracz musiał ukończył okrążenie na torze Fuji poniżej określonego limitu, by zakwalifikować się do wyścigu. Podczas wyścigu musiał zmierzyć się także z innymi samochodami. Gra odniosła sukces i doczekała się oficjalnego sequela, Pole Position II, oraz nieoficjalnego, Final Lap. Po sukcesie Pole Position powstało wiele podobnych gier, początkowo na automaty do gier, później na komputery domowe – na przykład TX-1.
Pod koniec lat 80. zaczęły dominować gry na komputery osobiste. Ostatnią popularną grą na automaty był Super Sprint i sequel,
Championship Sprint.

## Pierwsze symulacje
Pierwszym prawdziwym symulatorem Formuły 1 było Formula One Grand Prix (F1GP) z 1992 roku. Wcześniejsze tytuły, jak np. Grand Prix Circuit (wydane przez Accolade) czy Ferrari Formula One (wydane przez Electronic Arts) były raczej grami zręcznościowymi, ale w F1GP obok innowacyjnej grafiki pojawił się niespotykany wcześniej realizm. Gra ta była oparta na sezonie 1991 i doczekała się sequeli: Grand Prix 2, Grand Prix 3 i Grand Prix 4.
Oficjalna licencja Formuły 1 pojawiła się także w produktach Ubisoft oraz Electronic Arts (która to firma stworzyła cosezonowe symulacje oraz F1 Challenge ’99-’02).
Ważnym momentem było również Grand Prix Legends Papyrus. W grze tej, w przeciwieństwie do pozostałych, nie jest odwzorowany współczesny sezon Formuły 1, a sezon 1967. W grze bardzo dokładnie odwzorowana jest fizyka oraz model jazdy samochodu z 1967 roku; nawet po wielu latach Grand Prix Legends jest grą wciąż uważaną za jedną z najbardziej realistycznych w historii.

## Konsole
Począwszy od drugiej połowy lat 80. więcej gier było tworzonych dla komputerów osobistych. Większość z nich zawierała tory, samochody i nazwiska kierowców podobne do prawdziwych, ale wszystkie nieznacznie zmodyfikowane ze względu na brak oficjalnej licencji FIA. Przykładami takich gier mogą być Super Monaco GP (i sequel pt. Ayrton Senna’s Super Monaco GP II, który miał licencję jedynie na nazwisko Ayrtona Senny) czy Nigel Mansell's World Championship, ale również wiele innych, mniej znanych.
W pierwszej połowie lat 90. nastąpił wzrost popularności gier o tematyce Formuły 1, i wielu producentów zaczęło wykupować licencje, dzięki czemu miało prawa do używania prawdziwych nazwisk kierowców czy samochodów. Przykładem takiej gry jest F1 wydana przez Domark.
Trójwymiarowa rewolucja graficzna, zainicjowana przez Formula One Grand Prix, nie pozostała niezauważona przez rynek konsoli: niektóre firmy zaczęły rozwijać oprogramowanie na ten rynek, a przykładem mogą być tu Virtua Racing (Sega) czy Ace Driver: Victory Lap (Namco), w której to grze występowały futurystyczne samochody na styl tych Formuły 1.
Pierwszą grą na konsole z pełna licencją FIA była Formula 1, wyprodukowana przez Bizarre Creations i wydana na PlayStation. Mimo że gra była raczej zręcznościowa aniżeli symulacyjna, została odebrana bardzo pozytywnie; późniejsze gry z serii Formula One kładły większy nacisk na realizm. Inne gry o tematyce Formuły 1 z tego czasu to np. seria F1 EA Sports (np. F1 2000, F1 Challenge ’99-’02) czy wydane na Nintendo 64 F-1 World Grand Prix i F-1 World Grand Prix II.

## Współczesne symulacje
Gdy wzrosła popularność open source, twórcy zdali sobie sprawę, że wielu użytkowników będzie chciało dodać własne udogodnienia do gier, stąd też wiele współczesnych gier wyścigowych na PC łatwo modyfikować. Przykładem może być rFactor. Chociaż gra nie jest z założenia grą o tematyce Formuły 1, to gracz może pobrać kilka modów dotyczących różnych sezonów, w tym "klasycznych", takich jak 1955 czy 1979. Twórcy gry, Image Space Incorporated, współpracowali z BMW Sauber i wprowadzili do gry modele F1.06 i F1.07.
Sony w latach 2003–2007 posiadało wyłączność na licencję FIA. Obecnie wyłącznością dysponuje Codemasters, której ostatni produkt, EA Sports F1 23 został wydany w czerwcu 2023 roku.

## PS2/PS3
Po tym, gdy Formula 1 została wydana na PlayStation, gry o tematyce Formuły 1 zaczęły ukazywać się też na PlayStation 2 (PS2) i Xboksa. Pierwszą taką grą była Formula One 2001, wydana na PS1 i PS2. W 2002 roku EA Sports wydała grę F1 Career Challenge przeznaczoną na konsole PS2 i Xbox; w grze tej występowały wszystkie tory, zespoły i kierowcy z sezonów 1999–2002.
Po tym, gdy na PS2 została wydana Formula One 06, Sony Computer Entertainment i Studio Liverpool wydały w 2007 roku nową wersję na PlayStation 3 o nazwie Formula One Championship Edition.